# Glyphiulus capucinus
Glyphiulus capucinus är en mångfotingart som beskrevs av Carl Graf Attems 1938. Glyphiulus capucinus ingår i släktet Glyphiulus och familjen Glyphiulidae. Inga underarter finns listade i Catalogue of Life.